# Curran (Illinois)
Curran es una villa ubicada en el condado de Sangamon en el estado estadounidense de Illinois. En el Censo de 2010 tenía una población de 212 habitantes y una densidad poblacional de 39,58 personas por km².

## Geografía
Curran se encuentra ubicada en las coordenadas 39°44′32″N 89°46′42″O / 39.74222, -89.77833. Según la Oficina del Censo de los Estados Unidos, Curran tiene una superficie total de 5.36 km², de la cual 5.36 km² corresponden a tierra firme y (0%) 0 km² es agua.

## Demografía
Según el censo de 2010, había 212 personas residiendo en Curran. La densidad de población era de 39,58 hab./km². De los 212 habitantes, Curran estaba compuesto por el 97.17% blancos, el 0% eran afroamericanos, el 0% eran amerindios, el 2.36% eran asiáticos, el 0% eran isleños del Pacífico, el 0% eran de otras razas y el 0.47% pertenecían a dos o más razas. Del total de la población el 0.47% eran hispanos o latinos de cualquier raza.